# Stephen Kings bibliografi
Följande är en komplett lista över böcker författade av Stephen King, en amerikansk författare av modern skräck, spänning, science fiction och fantasy. Hans böcker har sålts i mer än 350 miljoner exemplar och många av hans böcker har blivit filmer, TV-serier och serietidningar. King har skrivit 65 romaner, varav sju under pseudonymen Richard Bachman, och fem facklitterära böcker. Han har skrivit över 200 noveller, som mestadels blivit publicerade i bokform. Många av hans berättelser utspelar sig i hans hemdelstat Maine.

## Romaner
| År   | Svensk titel                                 | Förlag                              | ISBN | Antal sidor | Notering |
| ---- | -------------------------------------------- | ----------------------------------- | --- | ----------- | --- |
| 1974 | Carrie                                       | Doubleday                           | ISBN 978-0-385-08695-0 | 199         | |
| 1975 | Staden som försvann                          | Doubleday                           | ISBN 978-0-385-00751-1 | 439         | Nominerad till World Fantasy-priset, 1976 |
| 1977 | Varsel                                       | Doubleday                           | ISBN 978-0-385-12167-5 | 447         | Fjärde plats i Locuspriset: fjärde plats i kategorin bästa fantasy-roman, 1978                                                                                             |
| 1977 | Raseri                                       | Signet Books                        | ISBN 978-0-451-07645-8 | 211         | Första publicerade romanen under pseudonymen Richard Bachman |
| 1978 | Pestens tid                                  | Doubleday                           | ISBN 978-0-385-12168-2 | 823         | Nominerad till World Fantasy-priset, 1979 samt Locuspriset, 1979 |
| 1979 | Maratonmarschen                              | Signet Books                        | ISBN 978-0-451-08754-6 | 384         | Publicerad under pseudonymen Richard Bachman |
| 1979 | Död Zon                                      | Viking Press                        | ISBN 978-0-670-26077-5 | 428         | Locuspriset: andra plats i kategorin bästa fantasy-roman, 1980 |
| 1980 | Eldfödd                                      | Viking Press                        | ISBN 978-0-670-31541-3 | 426         | Nominerad till British Fantasy-prisets August Derleth-pris, 1981; Locuspriset: åttonde plats i kategorin bästa science fiction-roman, 1981                                 |
| 1981 | Vägbygge                                     | Signet Books                        | ISBN 978-0-451-09668-5 | 274         | Publicerad under pseudonymen Richard Bachman |
| 1981 | Cujo                                         | Viking Press                        | ISBN 978-0-670-45193-7 | 319         | Vinnare av British Fantasy-prisets August Derleth-pris, 1982; Locuspriset: 21:a plats i kategorin bästa fantasy-roman, 1982                                                |
| 1982 | Den flyende mannen                           | Signet Books                        | ISBN 978-0-451-11508-9 | 219         | Publicerad under pseudonymen Richard Bachman |
| 1982 | Det mörka tornet 1: Revolvermannen           | Grant                               | ISBN 978-0-937986-50-9 | 224         | |
| 1983 | Christine                                    | Viking                              | ISBN 978-0-670-22026-7 | 526         | Locuspriset: sjätte plats i kategorin bästa fantasy-roman, 1984 |
| 1983 | Jurtjyrkogården                              | Doubleday                           | ISBN 978-0-385-18244-7 | 374         | Nominerad till World Fantasy-priset, 1984; Locuspriset: sjunde plats i kategorin bästa fantasy-roman, 1984                                                                 |
| 1983 | Varulvens år                                 | Land of Enchantment                 | ISBN 978-0-960-38282-8 | 127         | Illustrerad av Bernie Wrightson |
| 1984 | Talismanen                                   | Viking                              | ISBN 978-0-670-69199-9 | 646         | Skriven tillsammans med Peter Straub; Nominerad till World Fantasy-priset, 1985; Locuspriset: fjärde plats i kategorin bästa fantasy-roman, 1985                           |
| 1984 | Drakens ögon                                 | Philtrum Press (1984) Viking (1987) | ISBN 978-0-670-81458-9 | 326         | Först publicerad i begränsad upplaga 1984, senare massproducerad 1987 |
| 1984 | Förbannelse                                  | NAL                                 | ISBN 978-0-453-00468-8 | 309         | Publicerad under pseudonymen Richard Bachman |
| 1986 | Det                                          | Viking                              | ISBN 978-0-670-81302-5 | 1138        | Vinnare av British Fantasy-prisets August Derleth-pris, 1987; Nominerad till World Fantasy-priset, 1987; Locuspriset: tredje plats i kategorin bästa fantasy-roman, 1987   |
| 1987 | Det mörka tornet 2: De tre blir dragna       | Grant                               | ISBN 978-0-937986-90-5 | 400         | Locuspriset: 16:e plats i kategorin bästa fantasy-roman, 1988 |
| 1987 | Lida                                         | Viking                              | ISBN 978-0-670-81364-3 | 310         | Vinnare av Bram Stoker-priset, 1988; Nominerad till World Fantasy-priset, 1988                                                                                             |
| 1987 | Knackarna                                    | Putnam                              | ISBN 978-0-399-13314-5 | 558         | Locuspriset: 16:e plats i kategorin bästa fantasy-roman, 1988 |
| 1989 | Stark                                        | Viking                              | ISBN 978-0-670-82982-8 | 431         | Locuspriset: andra plats i kategorin bästa skräck-roman, 1990 |
| 1990 | Pestens tid                                  | Doubleday                           | ISBN 978-0-385-19957-5 | 1152        | Locuspriset: andra plats i kategorin bästa skräck/dark fantasy-roman, 1991                                                                                                 |
| 1991 | Det Mörka tornet 3: De öde landen            | Grant                               | ISBN 978-0-937986-17-2 | 512         | Nominerad till Bram Stoker-priset, 1992; Locuspriset: tredje plats i kategorin bästa skräck/dark fantasy-roman, 1992                                                       |
| 1991 | Köplust                                      | Viking                              | ISBN 978-0-670-83953-7 | 690         | Nominerad till Bram Stoker-priset, 1992; Locuspriset: 13:e plats i kategorin bästa skräck/dark fantasy-roman, 1992                                                         |
| 1992 | Geralds lek                                  | Viking                              | ISBN 978-0-670-84650-4 | 352         | |
| 1992 | Dolores Claiborne                            | Viking                              | ISBN 978-0-670-84452-4 | 305         | Locuspriset: 14:e plats i kategorin bästa skräck/dark fantasy-roman, 1993                                                                                                  |
| 1994 | Insomnia                                     | Viking                              | ISBN 978-0-670-85503-2 | 787         | Nominerad till Bram Stoker-priset, 1995; Locuspriset: tredje plats i kategorin bästa skräck/dark fantasy-roman, 1995                                                       |
| 1995 | Rasande Rose                                 | Viking                              | ISBN 978-0-670-85869-9 | 420         | Locuspriset: tredje plats i kategorin bästa skräck/dark fantasy-roman, 1995                                                                                                |
| 1996 | Den gröna milen                              | Signet Books                        | ISBN 978-0-451-19049-9 ISBN 978-0-451-19052-9 ISBN 978-0-451-19054-3 ISBN 978-0-451-19055-0 ISBN 978-0-451-19056-7 ISBN 978-0-451-19057-4 | 400         | Vinnare av Bram Stoker-priset, 1997; Locuspriset: åttonde plats i kategorin bästa skräck/dark fantasy-roman, 1997                                                          |
| 1996 | Desperation                                  | Viking                              | ISBN 978-0-670-86836-0 | 704         | Skriven parallellt med The Regulators; Vinnare av Locuspriset i kategorin bästa skräck/dark fantasy-roman, 1997                                                            |
| 1996 | The Regulators                               | Dutton                              | ISBN 978-0-525-94190-3 | 480         | Publicerad under pseudonymen Richard Bachman; Skriven parallellt med Desperation                                                                                           |
| 1997 | Det Mörka Tornet 4: Magiker och glas         | Grant                               | ISBN 978-1-880418-38-3 | 787         | Locuspriset: fjärde plats i kategorin bästa fantasy-roman, 1998; Locuspriset: sjätte plats i kategorin bästa konstbok, 1998                                                |
| 1998 | Benrangel                                    | Scribner                            | ISBN 978-0-684-85350-5 | 529         | Vinnare av Bram Stoker-priset, 1999, British Fantasy-prisets August Derleth-pris, 1999; och Locuspriset i kategorin bästa dark fantasy/skräck-roman, 1999                  |
| 1999 | Flickan som älskade Tom Gordon               | Scribner                            | ISBN 978-0-684-86762-5 | 224         | |
| 2001 | Drömfångare                                  | Scribner                            | ISBN 978-0-743-21138-3 | 620         | |
| 2001 | Svarta huset                                 | Random House                        | ISBN 978-0-375-50439-6 | 625         | Uppföljare till Talismanen; Skriven tillsammans med Peter Straub; Nominerad till Bram Stoker-priset, 2002; Locuspriset: sjunde plats i kategorin bästa fantasy-roman, 2002 |
| 2002 | Om en Buick 8                                | Scribner                            | ISBN 978-0-743-21137-6 | 368         | Nominerad till Bram Stoker-priset, 2003 |
| 2003 | Det mörka tornet 5: Vargarna i Calla         | Grant                               | ISBN 978-1-880-41856-7 | 714         | Nominerad till Bram Stoker-priset, 2004; Locuspriset: fjärde plats i kategorin bästa fantasy-roman, 2004                                                                   |
| 2004 | Det Mörka Tornet 6: Sången om Susannah       | Grant                               | ISBN 978-1-880-41859-8 | 432         | Locuspriset: fjärde plats i kategorin bästa fantasy-roman, 2005 |
| 2004 | Det mörka tornet 7: Det mörka tornet         | Grant                               | ISBN 978-1-880-41862-8 | 845         | Vinnare av British Fantasy-prisets August Derleth-pris, 2005; Nominerad till Bram Stoker-priset, 2005                                                                      |
| 2005 | The Colorado Kid                             | Hard Case Crime                     | ISBN 978-0-843-95584-2 | 184         | Ej utgiven på svenska |
| 2006 | Signal                                       | Scribner                            | ISBN 978-0-743-29233-7 | 351         | |
| 2006 | Liseys berättelse                            | Scribner                            | ISBN 978-0-743-28941-2 | 528         | Vinnare av Bram Stoker-priset, 2007; Nominerad till World Fantasy-priset, 2007; Locuspriset: 10:e plats i kategorin bästa fantasy-roman, 2007                              |
| 2007 | Blaze                                        | Scribner                            | ISBN 978-1-416-55484-4 | 304         | Publicerad under pseudonymen Richard Bachman |
| 2008 | Duma Key                                     | Scribner                            | ISBN 978-1-416-55251-2 | 607         | Vinnare av Bram Stoker-priset, 2009 |
| 2009 | Under kupolen                                | Scribner                            | ISBN 978-1-439-14850-1 | 1074        | Nominerad till British Fantasy-prisets August Derleth-pris, 2010; Locuspriset: sjunde plats i kategorin bästa science fiction-roman, 2010                                  |
| 2011 | 22/11 1963                                   | Scribner                            | ISBN 978-1-451-62728-2 | 849         | Nominerad till British Fantasy-priset, 2012; Nominerad till World Fantasy-priset, 2012; Locuspriset: andra plats i kategorin bästa science fiction-roman, 2012             |
| 2012 | Det mörka tornet 8: Vinden genom nyckelhålet | Grant                               | ISBN 978-1-880-41876-5 | 336         | Den åttonde utgivna romanen i Det Mörka Tornet-serien, kronologiskt mellan den fjärde och femte.                                                                           |
| 2013 | Joyland                                      | Hard Case Crime                     | ISBN 978-1-781-16264-4 | 288         | Nominerad till Edgarpriset i kategorin bästa paperback original, 2014; Locuspriset: 11:e plats i kategorin bästa fantasy-roman, 2014                                       |
| 2013 | Doktor Sömn                                  | Scribner                            | ISBN 978-1-476-72765-3 | 531         | Uppföljare till Varsel; Vinnare av Bram Stoker-priset, 2014; Locuspriset: femte plats i kategorin bästa fantasy-roman, 2014                                                |
| 2014 | Mr. Mercedes                                 | Scribner                            | ISBN 978-1-476-75445-1 | 436         | Första romanen i Bill Hodges trilogin; Vinnare av Edgarpriset i kategorin bästa roman, 2015                                                                                |
| 2014 | Väckelse                                     | Scribner                            | ISBN 978-1-476-77038-3 | 403         | Locuspriset: åttonde plats i kategorin bästa fantasy-roman, 2015 |
| 2015 | Den som finner                               | Scribner                            | ISBN 978-1-501-10007-9 | 434         | Andra romanen i Bill Hodges trilogin. |
| 2016 | Sista vakten                                 | Scribner                            | ISBN 978-1-501-12974-2 | 496         | Tredje romanen i Bill Hodges trilogin. |
| 2017 | Gwendys knappskrin                           | Cemetery Dance Publications         | ISBN 978-1-58767-610-9 | 175         | Skriven tillsammans med Richard Chizmar. Ljudbok utgiven av Storyside. |
| 2017 | Sleeping Beauties                            | Scribner                            | ISBN 978-1-50116-340-1 | 702         | Skriven tillsammans med Owen King; Nominerad till Bram Stoker-priset, 2018                                                                                                 |
| 2018 | Outsidern                                    | Scribner                            | ISBN 978-1-50118-098-9 | 576         | Första boken i Holly Gibney-serien; Locuspriset: andra plats i kategorin bästa skräck-roman, 2019                                                                          |
| 2018 | Elevation                                    | Scribner                            | ISBN 978-1-98210-231-9 | 144         | Ej utgiven på svenska |
| 2019 | Institutet                                   | Scribner                            | ISBN 978-1-98211-056-7 | 576         | Nominerad till British Fantasy-prisets August Derleth-pris, 2020; Locuspriset: tredje plats i kategorin bästa skräck-roman, 2020                                           |
| 2021 | Senare                                       | Hard Case Crime                     | ISBN 978-1-78909-649-1 | 256         | |
| 2021 | Billy Summers                                | Scribner                            | ISBN 978-1-982-17361-6 | 528         | |
| 2022 | Gwendys sista uppgift                        | Cemetery Dance Publications         | ISBN 978-1-58767-801-1 | 412         | Tredje boken i serien, den andra skriven tillsammans med Richard Chizmar. Ljudbok utgiven av Storyside.                                                                    |
| 2022 | En saga                                      | Scribner                            | ISBN 978-1-66800-217-9 | 599         | |
| 2023 | Holly                                        | Scribner                            | ISBN 978-1-66801-613-8 | 464         | |

## Samlingar
| År   | Titel                      | Utgivare     | ISBN                | Sidor | Notera |
| ---- | -------------------------- | ------------ | ------------------- | ----- | --- |
| 1978 | Dödsbädden                 | Dubbeldag    | ISBN 91-32-312-30-X | 336   | Nominerad till World Fantasy-priset, 1979; Locuspriset: åttonde plats i kategorin bästa singelförfattarsamling, 1979                                                                      |
| 1982 | Sommardåd/Vinterverk       | Viking Press |                     | 527   | Nominerad till World Fantasy-priset, 1983; Locuspriset: fjärde plats i kategorin bästa singelförfattarsamling, 1983                                                                       |
| 1985 | Den förskräckliga apan     | Putnam       |                     | 512   | Vinnare av Locuspriset i kategorin bästa samling, 1986; Nominerad till World Fantasy-priset, 1986                                                                                         |
| 1990 | Mardrömmar                 | Viking Press |                     | 763   | Vinnare av Bram Stoker-priset, 1991; Nominerad till British Fantasy-priset, 1991; Locuspriset: sjätte plats i kategorin bästa samling, 1991                                               |
| 1993 | Nattmaror och drömlandskap | Replik       |                     | 816   | Nominerad till Bram Stoker-priset, 1994; Locuspriset: sjätte plats i kategorin bästa samling, 1994                                                                                        |
| 1999 | Hjärtan i Atlantis         | Scribner     |                     | 528   | Nominerad till Bram Stoker-priset, 2000; Nominerad till British Fantasy-priset, 2000; Nominerad till World Fantasy-priset, 2000; Locuspriset: femte plats i kategorin bästa samling, 2000 |
| 2002 | Allt kan hända             | Scribner     |                     | 464   | Nominerad till Bram Stoker-priset, 2003; Nominerad till British Fantasy-priset, 2003; Locuspriset: femte plats i kategorin bästa samling, 2003                                            |
| 2008 | Strax efter solnedgången   | Scribner     |                     | 386   | Vinnare av Bram Stoker-priset, 2009; Nominerad till British Fantasy-priset, 2009; Nominerad till Shirley Jackson-priset, 2009                                                             |
| 2010 | Nattsvart, inga stjärnor   | Scribner     |                     | 368   | Vinnare av Bram Stoker-priset, 2011; Vinnare av British Fantasy-priset, 2011 |
| 2015 | De onda drömmarnas basar   | Scribner     |                     | 495   | Vinnare av Shirley Jackson-priset, 2016 |
| 2020 | Blod säljer                | Scribner     |                     | 448   | Locuspriset: sjunde plats i kategorin bästa samling, 2021 |

## Facklitteratur
| År   | Titel                                             | Utgivare             | ISBN | Sidor | Notera |
| ---- | ------------------------------------------------- | -------------------- | ---- | ----- | --- |
| 1981 | Danse Macabre                                     | Everest hus          |      | 400   | Vinnare av Hugo Award för bästa fackbok, 1982; Vinnare av Locus Award för bästa relaterade facklitteratur, 1982     |
| 1988 | Mardrömmar i himlen                               | Viking Studio Böcker |      | 128   | Illustrerad av f-stop Fitzgerald                                                                                    |
| 2000 | Att skriva: En hantverkares memoarer              | Scribner             |      | 228   | Vinnare av Bram Stoker Award för bästa facklitteratur, 2001; Vinnare av Locuspriset i kategorin bästa fackbok, 2001 |
| 2000 | Hemliga fönster: Essäer och fiktion om skrivandet | BOMC                 |      | 433   | |
| 2004 | Trogen                                            | Scribner             |      | 432   | Skriven tillsammans med Stewart O'Nan                                                                               |